# 新柏
新柏（しんかしわ）は、千葉県柏市の地名。現行行政地名は新柏一丁目から新柏四丁目。郵便番号 277-0084。

## 地理

### 隣接する大字・町
- 永楽台
- 亀甲台町
- 名戸ケ谷
- 土呂町
- 増尾
- 中原
- つくしが丘
- 豊住

### 地価
住宅地の地価は、2014年（平成26年）1月1日の公示地価によれば、新柏2丁目14番5の地点で13万6000円/m2となっている。

## 世帯数と人口
2017年（平成29年）10月31日現在の世帯数と人口は以下の通りである。
| 丁目       | 世帯数    | 人口    |
| ---------- | --------- | ------- |
| 新柏一丁目 | 890世帯   | 2,334人 |
| 新柏二丁目 | 359世帯   | 856人   |
| 新柏三丁目 | 386世帯   | 891人   |
| 新柏四丁目 | 227世帯   | 609人   |
| 計         | 1,862世帯 | 4,690人 |

## 小・中学校の学区
市立小・中学校に通う場合、学区は以下の通りとなる。
| 丁目       | 番地                                     | 小学校             | 中学校           |
| ---------- | ---------------------------------------- | ------------------ | ---------------- |
| 新柏一丁目 | 2番地 13～17番地 1452～1453番地 1460番地 | 柏市立柏第八小学校 | 柏市立中原中学校 |
| 新柏一丁目 | 1番地 3～12番地 18番地                   | 柏市立中原小学校   | 柏市立中原中学校 |
| 新柏二丁目 | 1番地                                    | 柏市立中原小学校   | 柏市立中原中学校 |
| 新柏二丁目 | その他                                   | 柏市立柏第八小学校 | 柏市立中原中学校 |
| 新柏三丁目 | 全域                                     | 柏市立柏第八小学校 | 柏市立中原中学校 |
| 新柏四丁目 | 全域                                     | 柏市立柏第八小学校 | 柏市立中原中学校 |

## 施設
- 柏市立中原中学校
- 名戸ヶ谷病院（2019年12月1日移転）

## 交通

### 鉄道
- 東武野田線新柏駅がある。